# Esmir Bajraktarevic
Esmir Bajraktarevic (Appleton, 10 de marzo de 2005) es un futbolista estadounidense que juega en la demarcación de extremo para el PSV Eindhoven de la Eredivisie.

## Selección nacional
Tras jugar en las categorías inferiores de la selección, finalmente hizo su debut con la selección absoluta de Estados Unidos el 20 de enero de 2024 contra Eslovenia en un partido amistoso que finalizó con un resultado de 0-1 a favor del combinado esloveno tras un gol de Nejc Gradišar. Posteriormente decidió jugar para Bosnia y Herzegovina, con la que debutó el siguiente 7 de septiembre en un encuentro de la Liga de Naciones de la UEFA 2024-25 frente a Países Bajos.

## Clubes
| Club                      | País           | Año       | Partidos | Goles |
| ------------------------- | -------------- | --------- | -------- | ----- |
| New England Revolution II | Estados Unidos | 2021-2022 | 36       | 9     |
| New England Revolution    | Estados Unidos | 2022-2025 | 57       | 5     |
| PSV Eindhoven             | Países Bajos   | 2025-     | 5        | 0     |

## Palmarés

### Campeonatos nacionales
| Título     | Club          | País         | Año  |
| ---------- | ------------- | ------------ | ---- |
| Eredivisie | PSV Eindhoven | Países Bajos | 2025 |